# Takkuth-kutchin
Takkuth-kutchin (Tukkuthkutchin).- /značenje imena vjerojatno je 'squinters' ili 'škiljavci', sudeći prema Franklinovom nazivu 'Squint-Eyes'./ Pleme Kutchin Indijanaca s gornjeg toka rijeke Porcupine na sjeveru kanadskog teritorija Yukon. Ovo pleme je kroz poznatu povijest nazivano cijelim nizom imena koja su im davali rani autori i putnici. Mackenzie ih (1801.) naziva Quarrelers; Franklin ih (1824.) zove Squint-Eyes i 1828. Deguthee Dennee;  Petitot (1876.) Klovén-Kuttchin i (1891.) Nattsae-Kouttchin; Ross, Louchieux Proper. Whymper ih 1868. naziva Porcupine River Indians i Rat River Indians ili Gens de rats. Ovo im nisu svi nazivi, tu su još i Dakaz, Kukuth-kutchin, Takadhé, Upper Porcupine River Kutchin i Yukuth Kutchin. –Mooney je (1928.) procijenio da je njih i Vunta-kutchin i Tutchone Indijanaca 1670. bilo 2.200, no broj im je uskoro po dolasku bijelaca opao. Rani izvještaji ih opisuju kao izvrsne lovce koji su gotovo isključivo živjeli od lova na sobove, te bili skloni i vješti trgovini. Morice koji ih (1906.) naziva Dakaz smatra da ih je te godine bilo još svega 150. -Jezično pripadaju sjevernoj grani porodice Athapaskan. 

## Vanjske poveuznice
- Tukkuthkutchin  Arhivirana inačica izvorne stranice od 23. travnja 2008. (Wayback Machine)